# Velká Sýrie

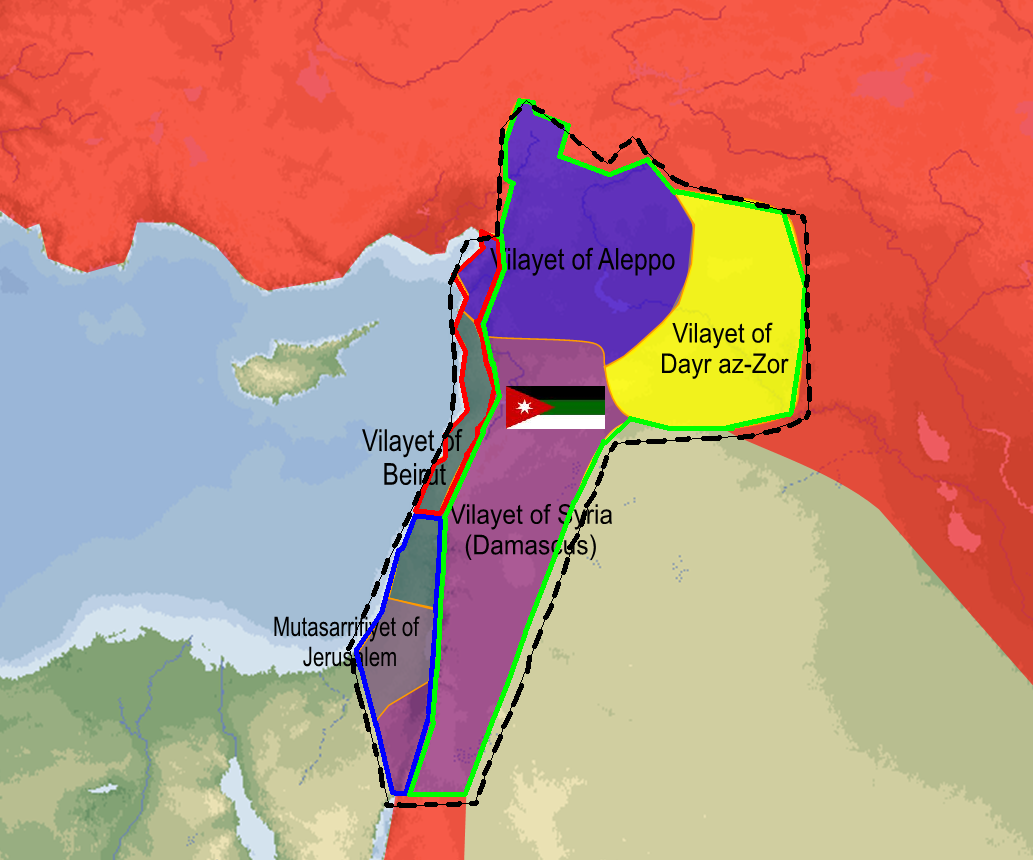
Přibližná mapa tehdejší Velké Sýrie, spolu s vlajkou

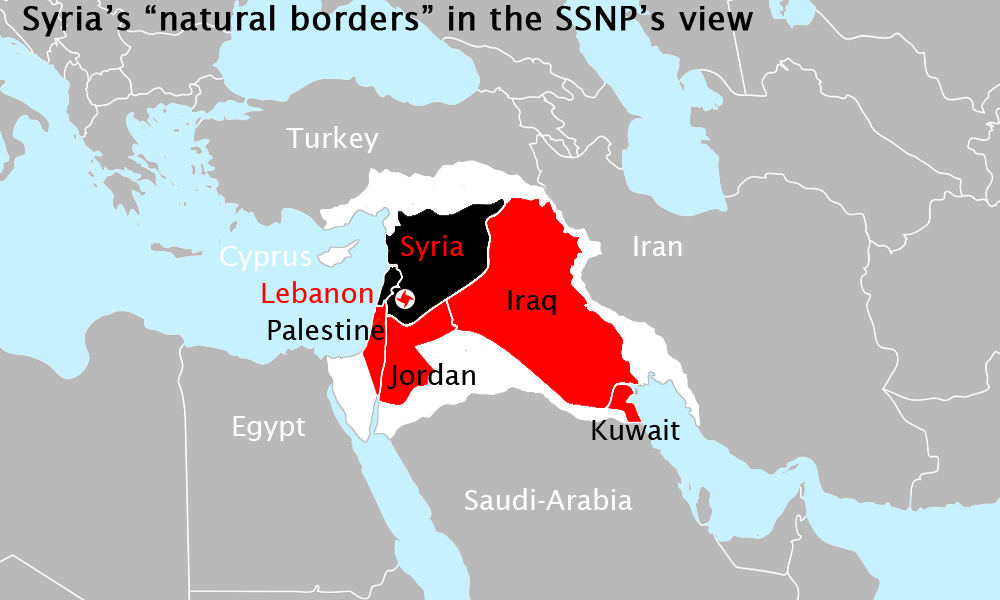
Velká Sýrie podle Syrské národně sociální strany

Velká Sýrie je název pro iredentistický termín označující území a také krátkodobě trvající stát v roce 1920 přibližně na území dnešní Sýrie, Libanonu, turecké provincie Hatay, Izraele, Palestinské autonomie a Jordánska (bývalá osmanská území). Tento krátce trvající stát pod vládou Fajsala z dynastie Hášimovců (později král Iráku) byl podporován velkou částí místní populace, ale ztroskotal na neochotě Britů, kteří nedodrželi slib pomoci Arabům a přenechali Sýrii Francouzům, kteří ji obsadili a udělali z ní svůj mandát. Území Velké Sýrie bylo poté rozděleno na francouzský „Velký Libanon“ a Sýrii a na britský mandát Palestina. Britové na odškodněnou umožnili Fajsalovi stát se iráckým králem místo jeho bratra Abdalláha, který od nich dostal vládu nad Jordánskem.
Syrská národně sociální strana, (SSNP) která vznikla v Bejrútu už v roce 1932, požaduje vytvoření Velké Sýrie zahrnující dnešní Sýrii, Libanon, jižní provincii Turecka Hatay, Izrael, Palestinská území, Sinajský poloostrov, Kypr, Jordánsko, Irák a Kuvajt.